# M4 Sherman
O M4 Sherman, designação oficial Medium Tank, M4, foi o tanque médio mais utilizado pelos Estados Unidos e aliados ocidentais na Segunda Guerra Mundial. O M4 Sherman provou ser confiável, relativamente barato de produzir e disponível em grande número. Foi também a base de vários outros veículos blindados de combate, incluindo artilharia autopropulsada, destruidor de tanques e veículos blindados de recuperação. Dezenas de milhares foram distribuídos por meio do programa Lend-Lease (Empréstimo-e-Arrendamento) para a Comunidade Britânica e a União Soviética. O tanque foi nomeado pelos britânicos em homenagem ao general da Guerra Civil Americana, William Tecumseh Sherman.
O Brasil recebeu 53 tanques M4 Sherman em 1945 através do Lend-Lease, sendo o primeiro país latino-americano a recebê-los. Eles foram designados Carros de Combate Médio (CCM) e colocados no 1.º Batalhão de Carros de Combate (1.º BCC) no Rio de Janeiro.

## Sumário
Foram construídos mais de 50 mil tanques acrescidos de centenas de veículos, denominados com número de modelo diferente e capacidades concretas, sendo fabricadas 2 mil unidades por mês, construídas em onze fábricas diferentes nos Estados Unidos. As unidades derivadas eram veículos de transporte, artilharia autopropulsada, destruidores de tanques e veículos de socorro.
No Reino Unido os M4 foram apelidados de General Sherman e de Little Furnace, continuando a tradição de batismo dos blindados americanos com nomes de generais famosos.
O nome britânico tornou-se popular nos Estados Unidos, e os dois nomes são normalmente combinados sobre a forma de M4 Sherman. Depois da Segunda Guerra Mundial, os Shermans serviram na Guerra da Coreia. Muitas outras nações o usaram em combate durante o século XX.
Os Shermans tinham como ponto forte a manobrabilidade, a confiabilidade e um projeto que permitia a produção em grandes quantidades. O Sherman marcou a guinada da guerra a favor dos Aliados.
Era o "cavalo de batalha" dos norte-americanos, e apesar das suas deficiências relativas, foi produzido em tal quantidade que impressionava os oficiais alemães.
No entanto, o Sherman nunca foi um blindado que tenha se destacado em nenhum campo de batalha.
A sua blindagem era deficiente e ele chegou a ser conhecido pelos americanos como "Ronson" uma famosa marca de isqueiros, pela sua característica capacidade de explodir ou se incendiar com facilidade.
As versões posteriores utilizaram uma "câmara de água" envolvendo o compartimento da munição para evitar explosões.

## Denominação
O sistema de nomenclatura americano é composto por três elementos: o tipo de veículo, aqui medium tank para "tanque médio", a letra T ou M seguida de um número, que designa se é um protótipo ou um modelo de produção. Assim, a designação na nomenclatura americana é tanque médio M4 e a do protótipo é tanque médio T6. As variantes também recebem um número de versão composto pela letra A seguida de um número, A1 representando a primeira atualização. A desvantagem deste sistema é que pode ser facilmente causar confusão quando o nome é abreviado: assim, o nome M3 sozinho pode designar um tanque médio, um tanque leve, um carro blindado, um meia-lagarta, uma submetralhadora, etc.
Para evitar essa confusão, os britânicos criaram o hábito de renomear os equipamentos americanos que recebiam, dando aos tanques nomes de generais da Guerra Civil Americana. As variantes seriam então incrementadas com algarismos romanos. O M4 torna-se assim o Sherman, de acordo com o General William Tecumseh Sherman, o M4A1 correspondendo ao Sherman II. Após a Segunda Guerra Mundial, a designação britânica tornou-se majoritária, inclusive nos Estados Unidos, enquanto este último não a utilizou durante a guerra.

## Antecedentes

### Contexto

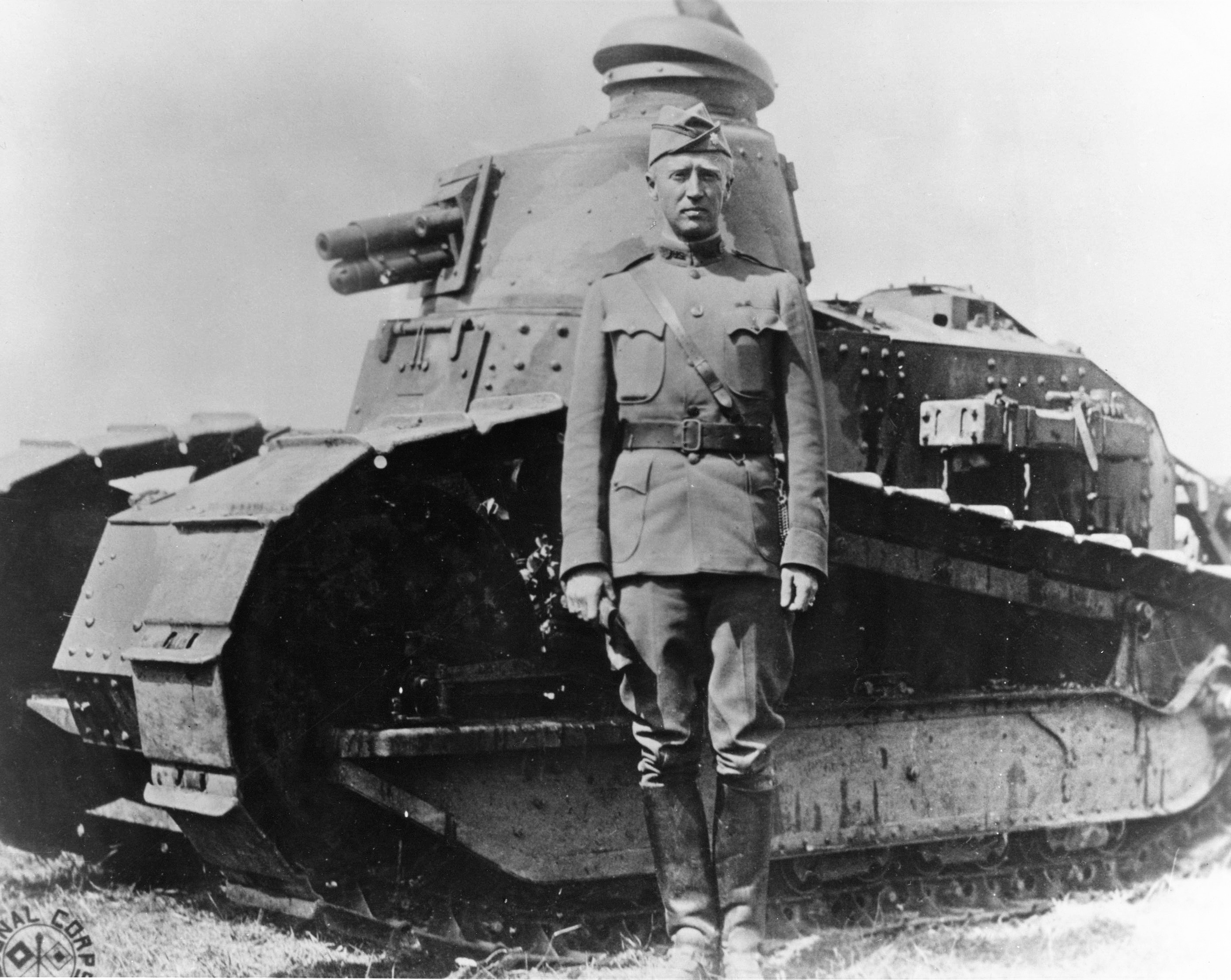
O Tenente-Coronel George S. Patton Jr., do 1.º Batalhão de Tanques, posando com um tanque Renault FT francês, na França no verão de 1918.

No final da Primeira Guerra Mundial, o Exército dos EUA estava equipado com o tanque Renault FT ou sua versão licenciada, o M1917, e alguns tanques ingleses. As décadas de 1920 e 1930 foram anos magros para as Forças Armadas: de 1930 a 1939, o Exército comprou 321 tanques leves para a infantaria - mais 148 "carros de combate" (combat cars) para a cavalaria que, por lei aprovada pelo Congresso em 1920, não tinha mais o direito de usar "tanques".
O aumento das ameaças desencadeou uma corrida armamentista na Europa que os Estados Unidos acharam difícil de acompanhar: não foi até os choques do início da Segunda Guerra Mundial e, em particular, a Queda da França, bem como o aumento da demanda inglesa, que eles embarcaram em um programa maciço de projeto e depois fabricação de tanques, com planos iniciais de aumentar o exército americano para 216 divisões, incluindo 61 blindadas. Eventualmente, haverá 16 divisões blindadas e 61 batalhões de tanques independentes. Criada em julho de 1940, a "Armored Force" ("Força Blindada") absorveu tanques de infantaria e cavalaria; tendo a insígnia das divisões blindadas as cores da infantaria (azul), cavalaria (amarelo) e artilharia (vermelho). A falta de experiência americana na fabricação de torres com armas de alto calibre os levou, no campo dos tanques médios, a desenvolver primeiro o tanque M3.
O M4 foi projetado em uma época em que as forças armadas dos EUA consideravam que a principal missão do tanque era conduzir rompimentos na retaguarda do inimigo. O apoio à infantaria também é uma missão importante, mas não a luta contra os tanques inimigos, que deve ser confiada principalmente a caça-tanques dedicados ou "Tank Destroyers" (“Destruidores de Tanques”). Esta filosofia levou o exército americano a escolher para o M4 um canhão de 75mm eficaz para missões de apoio mas que rapidamente se revelou insuficiente para lutar contra os mais potentes tanques alemães, contra os quais se confrontou a partir de 1943. Deve-se notar que, ao longo da guerra, 70% dos obuses disparados pelos tanques americanos eram do tipo explosivo, contra apenas 20% do antitanque (perfurante de blindagem) e 10% de outros tipos (fumaça).

### O nascimento do M4
Paralelamente ao desenvolvimento do M3, as características esperadas de seu sucessor foram divulgadas pela Força Blindada em 31 de agosto de 1940. Devido à sobrecarga de trabalho, as equipes tendo que desenvolver o M3 e o novo tanque sendo as mesmas, o trabalho de projeto só começou realmente em fevereiro de 1941. As especificações são mais firmemente estabelecidas no mês de abril. Para reduzir o tempo de produção, o chassi do M3 é amplamente mantido, mas é necessário que o armamento principal seja colocado em uma torre e a altura seja menor que a de seu antecessor. Também está previsto que a torre seja modular e permita a instalação de diferentes tipos de armamento.
Um primeiro protótipo foi concluído em 2 de setembro de 1941 e recebeu o nome de T6. Além do chassi, ele mantém algumas características do M3, mas o canhão de 75mm agora está em uma torre central e o canhão de 37mm foi removido para reduzir a altura. Antecipando a próxima entrada em serviço do canhão M3, os engenheiros optaram por utilizar o suporte deste último, o que obriga a adaptar um imponente contrapeso à extremidade do tubo do antigo canhão M2. O veículo foi homologado em outubro após algumas modificações: alguns resquícios do M3, como as portas laterais e a cúpula do comandante, foram removidos e uma metralhadora 12,7mm adicionada ao teto da torre para defesa contra aeronaves. Os veículos-piloto de produção foram construídos em novembro de 1941 e as designações de série foram atribuídas em 11 de dezembro: os veículos com casco soldado receberam o nome de tanque médio M4, enquanto os de casco fundido receberam o de tanque médio M4A1.

## História do projecto do M4 Sherman

Esquema do M4.

O blindado M4 Sherman foi projetado para substituir o M3 Lee, o qual padecia de uma silhueta exageradamente alta, em virtude de ter uma torreta armada com um canhão de 37 mm, e também, do seu canhão principal de 75mm (fixo e projetado lateralmente no "chassi") ter uma característica táctica limitada, não poder girar a 360.º.
O Departamento de Armamento do Exército dos Estados Unidos já tinha um design preciso do blindado em 1940, mas o desenvolvimento do M4 teve de aguardar que o M3 estivesse em produção - só então o protótipo do M4 foi desenvolvido mais profundamente.
Em abril de 1941 o Exército Americano escolheu um design - denominado T6 - que combinava o canhão de 75 mm que equipava o M3 Lee, aplicado a uma torre moderna com uma versão modificada do casco do referido M3 Lee.
A confiabilidade do M4 foi potencializada pela utilização de designs de comprovada eficácia que já tinham sido testados em carros anteriores, nomeadamente na motorização, suspensão e nas lagartas propriamente ditas.
O objetivo era criar um carro que fosse capaz de derrotar qualquer tanque usado pelos exércitos do eixo.

## História da produção do tanque Sherman nos EUA

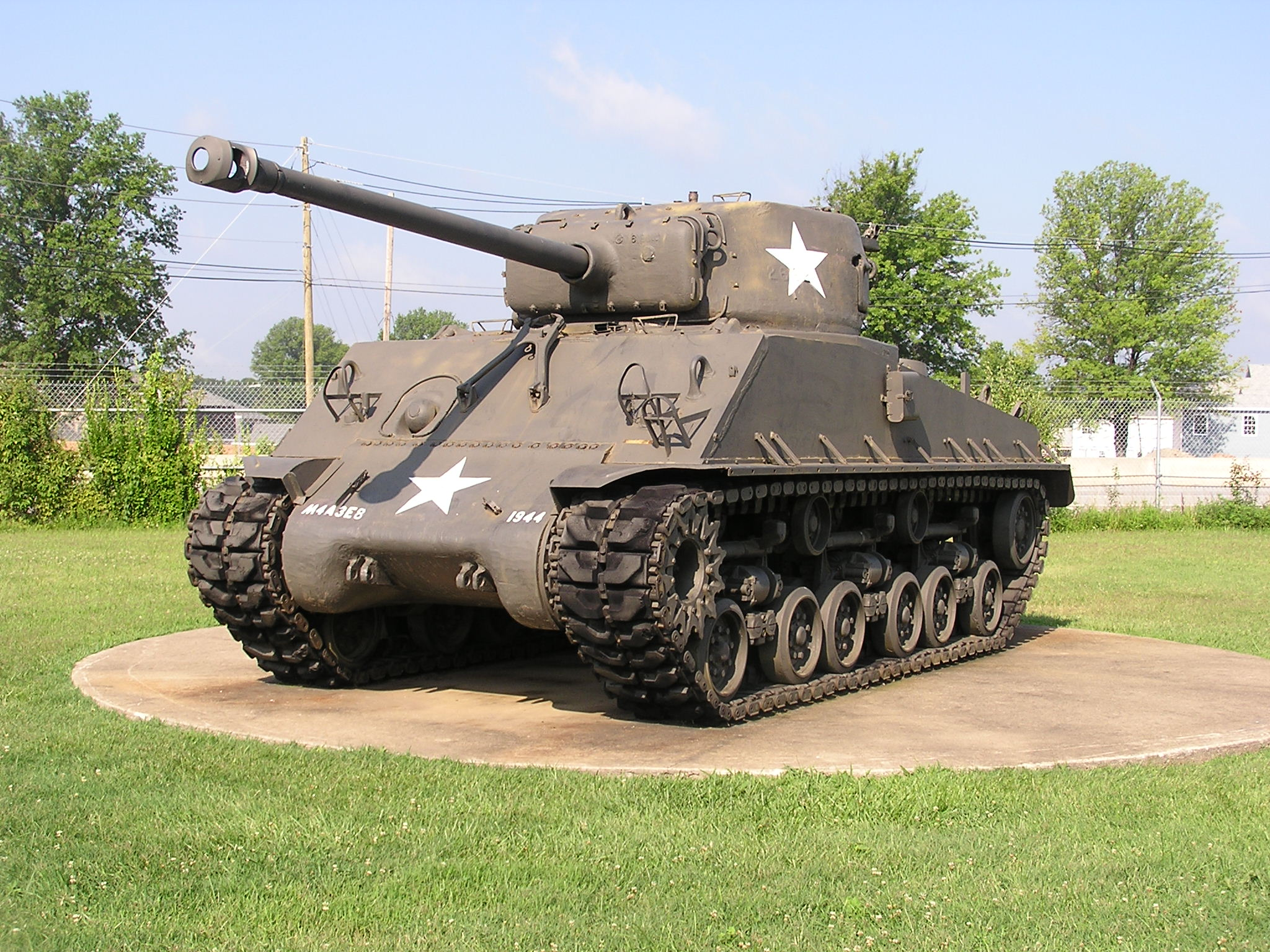
Um tanque M4 Sherman em exposição no George Patton Museum, em Fort Knox, no Kentucky.

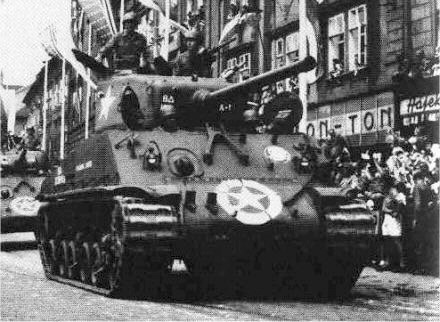
Sherman M4A3(76)W da 8.ª Divisão Blindada americana na cidade de Pilsen, na Tchecoslováquia, em uma Parada da Vitória em 1945.

O Sherman teve oito denominações principais de variantes durante a sua produção: Sherman (Primeira variante Inglesa), M4, M4A1, M4A2, M4A3, M4A4, M4A5 e M4A6.
Estas denominações não indicam necessariamente um desenvolvimento linear: por exemplo A4 não indica precisamente uma evolução de A3.
Estas denominações indicaram variações de padrões de produção. De fato os Sherman foram muitas vezes fabricados simultaneamente em locais diferentes.
Os subtipos diferiam sobretudo pelas motorizações, embora o M4A1 diferisse do M4 pelo seu casco em peça única fundida, não pelo motor.
O M4A4 tinha uma motorização maior, o que exigiu uma suspensão mais elaborada, um casco mais longo e lagartas mais compridas com mais blocos.
O M4A5 era a denominação dos Sherman produzidos no Canadá.
O M4A6 dispunha de um chassi mais alongado, e foram produzidos menos de uma centena.
Embora a maioria dos Sherman tivesse propulsão a gasolina, o M4A2 e o M4A6 tinham motores a diesel: o M4A2 um par de GMC 6-71 com seis motores retos, o M4A6 um Caterpillar radial RD 1820 (estes, juntamente com o M4A4, que dispunha de um motor A57 Multibank (construído a partir de cinco motores Crysler de 4.2 litros), foram fornecidos aos países aliados).
O M4 pode até referir-se aos subtipos iniciais com o motor radial Continental ou, em geral, para toda a família dos sete subtipos do tanque, dependendo do contexto.
Muitos detalhes na produção, na potência do motor e do armamento, configuração balística e confiabilidade foram efetuados em continuidade, sem alterar a designação do modelo base. 

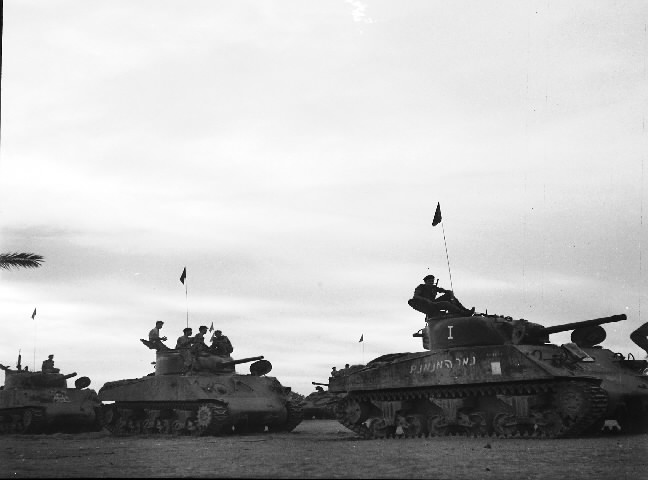
Coluna de tanques M4 Sherman do Corpo Blindado israelense na Guerra do Sinai, 1956.

Unidades com suspensão aperfeiçoada, com armazenamento mais seguro das munições - "wet ou molhado"- com blindagens mais espessas, como o M4 "Composite" - que tinha a parte frontal da blindagem fundida acoplada a uma secção traseira mais resistente - foram produzidas.
Note-se que a nomenclatura Britânica diferia da Norte-Americana.
Os Shermans iniciais dispunham de uma peça de 75 mm, de média velocidade e não projetada especificamente para blindados, a qual era na verdade derivada do célebre canhão francês de 75mm (soixante-quinze).

O Gabinete de Projetos do Exército dos Estados Unidos planejou a substituição do Sherman com celeridade, nomeadamente no tanque médio T20 (o qual culminaria no M47 Patton) mas foi decidido, para minimizar os problemas de produção, incorporar elementos de outros projetos mais evoluídos no Sherman. 

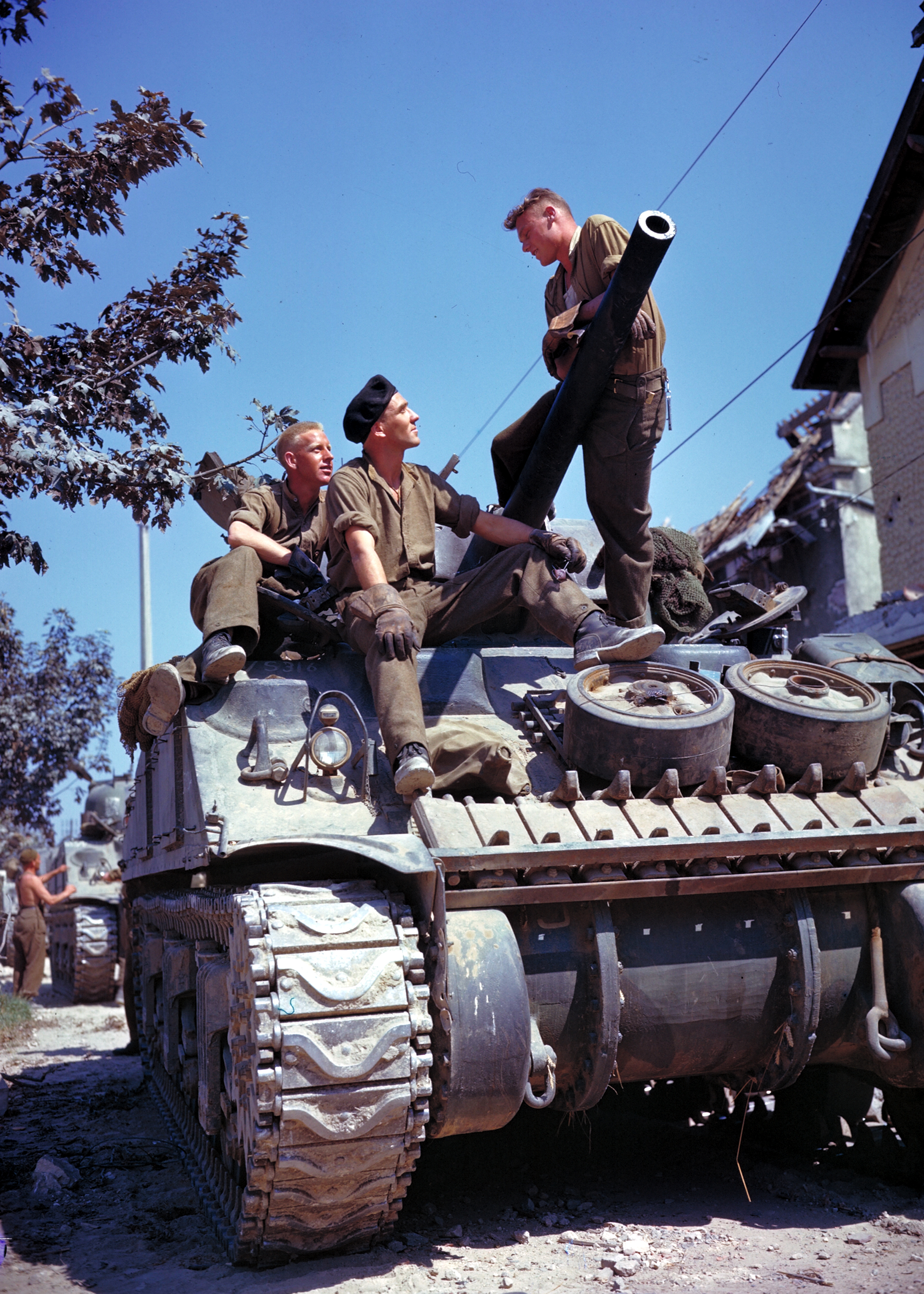
Tripulação canadense no sul de Vaucelles, na Normandia, em 1944.

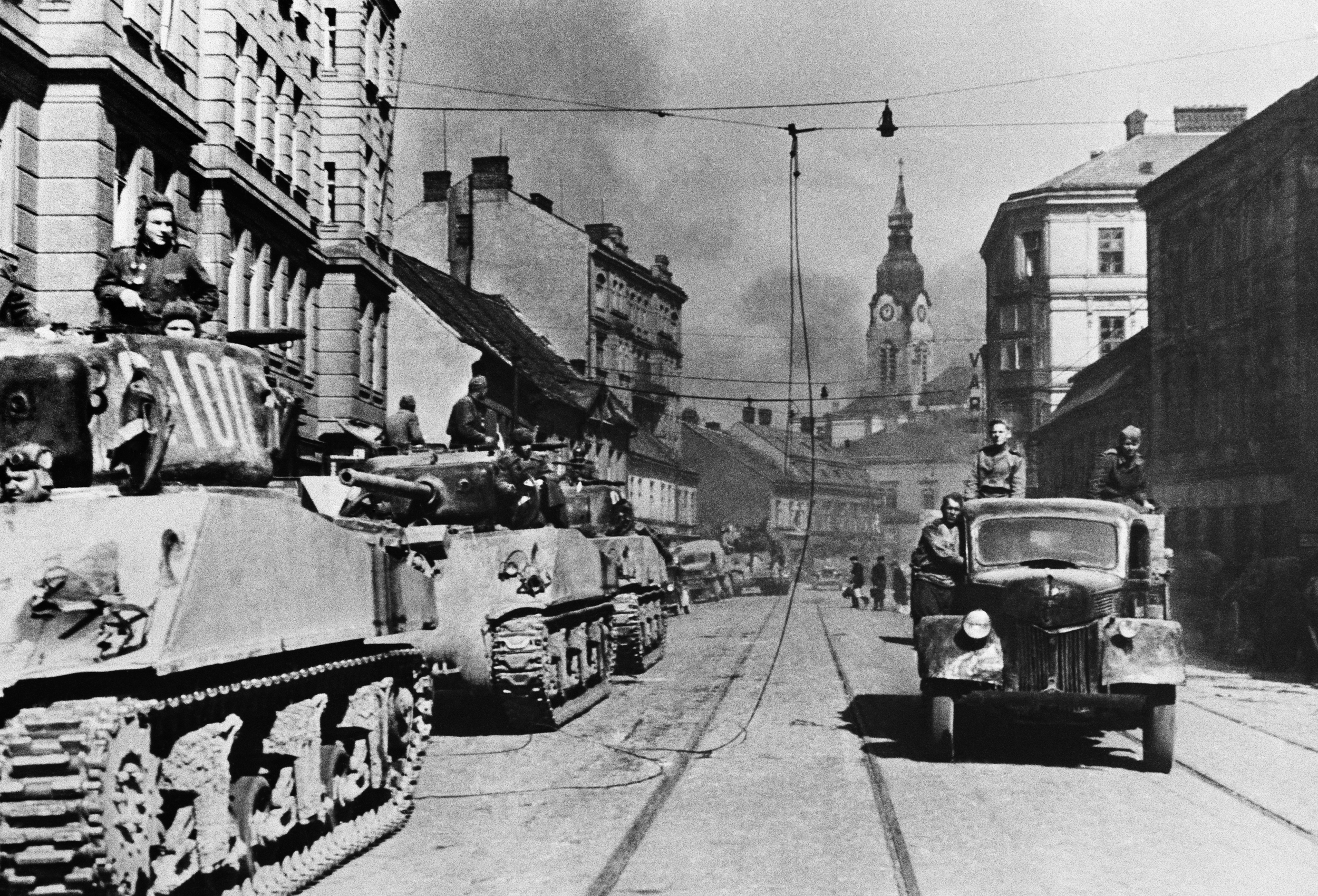
Uma coluna de carros M4A2(76)W Sherman soviéticos alinhados na rua Křenová, na cidade tcheca de Brno, em abril de 1945.

De fato, os modelos posteriores M4A1, M4A2 e M4A3 receberam a torre T23, com uma peça de 76mm de alta-velocidade M1, o que reduziu o número de munição HE e de fumo, e aumentou o número de projéteis antitanque. 
Mais tarde o M42 e o M4A3 foram produzidos com um Howitzer de 105 mm numa torre modificada.
A produção standard de Shermans 76mm (um M4A1) iniciou-se em Janeiro de 1944, tendo os Shermans armados com peças de 105mm sido produzidos a partir de Fevereiro de 1944.
Em Junho / Julho de 1944 o Exército Americano aceitou uma produção limitada de 254 M4A3E2 Shermans "Jumbo", dispondo de uma blindagem muito espessa, com a peça de 75mm colocada numa torre T-23, mais pesada, com a finalidade de assalto a fortificações. O M4A3 foi a primeira variante a ser produzida com a suspensão HVSS (suspensão horizontal), com lagartas mais largas  para uma melhor distribuição de peso.
A condução suave da variante HVSS (M4A3E8) foi por isso alcunhada de "easy eight".
Quer as forças Americanas quer as Britânicas desenvolveram um grande número de dispositivos especiais adaptados ao Sherman.
Muitos ficaram experimentais, mas os operacionais incluíram o tipo Dozer (lâmina de bulldozer aplicada), Duplex Drive (com flutuadores e duas hélices que lhe davam capacidade anfíbia), Lança-Chamas R3 para os Shermans "Zippo", Lança-foguetes T-34 "Calliope" de 60 tubos para a versão lança-foguetes do Sherman. Muitas variantes Britânicas foram desenvolvidas pelo célebre general Percy Hobbart: os "brinquedos de Hobart".

## Usuários
- África do Sul
- Alemanha Nazista
- Argentina
- Bélgica
- Brasil
- Canadá
- Chile
- República da China
- República Popular da China
- Coreia do Sul
- Cuba
- Guatemala
- Dinamarca
- Egito
- Estados Unidos
- Etiópia
- França
- Filipinas
- Índia
- Indonésia
- Irã
- Israel
- Itália
- Iugoslávia
- Japão
- Líbano
- Nicarágua
- Países Baixos
- Paquistão
- Paraguai
- Peru
- Polônia
- Portugal
- Reino Unido
- Síria
- Turquia
- Uganda
- Uruguai
- Venezuela

### Para testes
- Austrália
- Suécia